# ルノー・RE30
ルノー・RE30 (Renault RE30) は、ルノー・スポールが1981年のF1世界選手権に投入したフォーミュラ1カー。1982年には改良型のRE30Bが、1983年では序盤戦のみRE30Cが投入された。デザイナーはミッシェル・テツとジェラール・ラルース。

## 概要
前任となるRE20から完全に新設計がなされた。モノコック構造はアルミハニカムをカーボンファイバーで挟み込むサンドイッチ式で、エンジンはドイツのKKK社（Kühnle Kopp und Kausch）製のターボシステムを採用したエンジンであるルノー・ゴルディーニ・EF01を搭載、出力は540馬力に達していた。

## RE30
ドライバーは前年にF1デビューした新進気鋭のアラン・プロストが加入、チームメイトは前年から残留したルネ・アルヌーであった。
開幕から5戦は前年の改良型となるRE20Bで参戦し、第6戦モナコグランプリから投入された。
第8戦フランスグランプリで、アルヌーがポールポジションを獲得。決勝では大雨により2ヒート制となったレースをプロストが制し自身初優勝。その後オランダグランプリ、イタリアグランプリでも連勝してシーズンで3勝をあげた。フランスグランプリから6戦連続でポールポジションを獲得するなど傑出した速さを見せたが信頼性に難があり、二人合わせて20回の出走中リタイアは10回。コンストラクターズランキング3位を得た。

## 記録(1981年)
| 年   | No. | ドライバー | 1   | 2   | 3   | 4   | 5   | 6   | 7   | 8   | 9   | 10  | 11  | 12  | 13  | 14  | 15  | ポイント | ランキング |
| 年   | No. | ドライバー | USW | BRA | ARG | SMR | BEL | MON | ESP | FRA | GBR | GER | AUT | NED | ITA | CAN | CLP | ポイント | ランキング |
| ---- | --- | ---------- | --- | --- | --- | --- | --- | --- | --- | --- | --- | --- | --- | --- | --- | --- | --- | -------- | ---------- |
| 1981 | 15  | プロスト   |     |     |     |     |     | Ret | Ret | 1   | Ret | 2   | Ret | 1   | 1   | Ret | 2   | 54       | 3位        |
| 1981 | 16  | アルヌー   |     |     |     |     |     | Ret | 9   | 4   | 9   | 13  | 2   | Ret | Ret | Ret | Ret | 54       | 3位        |

- 太字はポールポジション、斜字はファステストラップ。

## RE30B
1982年は、ノーズ周りとリアウィングを改修したRE30Bを投入。多くのチームがサイドポンツーン上部を平坦にしているのに対し、RE30Bはリアタイヤの手前が大きく跳ね上がる形状となっている。
全16戦中10回のポールポジション、6回のフロントロー独占など予選では抜群の速さを見せた。しかしながら信頼性の問題は解決されずリタイアは二人合わせて18回、上位走行中に失速して大量のポイントを失うことも多かった。特にプロストはモナコグランプリでのクラッシュ(残り3周・7位完走扱い)、オーストリアグランプリでのエンジントラブル(残り5周・8位完走扱い)、スイスグランプリでの軽度のエンジントラブル(残り3周・2位表彰台)と3つのレースでトップ走行から優勝を逃している。
このシーズンは史上稀にみる大混戦で11人というウィナーを数えたが、プロスト・アルヌー合わせて4勝をあげたルノーはコンストラクターズランキング3位となった。

## 記録(1982年)
| 年   | No. | ドライバー | 1   | 2   | 3   | 4   | 5   | 6   | 7   | 8   | 9   | 10  | 11  | 12  | 13  | 14  | 15  | 16  | ポイント | ランキング |
| 年   | No. | ドライバー | RSA | BRA | USW | SMR | BEL | MON | DET | CAN | NED | GBR | FRA | GER | AUT | SUI | ITA | CLP | ポイント | ランキング |
| ---- | --- | ---------- | --- | --- | --- | --- | --- | --- | --- | --- | --- | --- | --- | --- | --- | --- | --- | --- | -------- | ---------- |
| 1982 | 15  | プロスト   | 1   | 1   | Ret | Ret | Ret | 7   | NC  | Ret | Ret | 6   | 2   | Ret | 8   | 2   | Ret | 4   | 62       | 3位        |
| 1982 | 16  | アルヌー   | 3   | Ret | Ret | Ret | Ret | Ret | 10  | Ret | Ret | Ret | 1   | 2   | Ret | 16  | 1   | Ret | 62       | 3位        |

- 太字はポールポジション、斜字はファステストラップ、NCは周回数不足。

## RE30C
1983年シーズンに向け、ジル・ヴィルヌーヴやディディエ・ピローニの事故などの影響もあり1982年12月にグラウンド・エフェクト・カーを禁止する形となる「フラットボトム規定」の導入が発表された。多くのチーム同様にルノーも新車が間に合わず、RE30Bを同規定に適合するように改修したRE30Cを制作、新車となるRE40投入まで使用された。
ドライバーは在籍3年目となるアラン・プロストとフェラーリに移籍したルネ・アルヌーの後任としてアメリカ人ドライバーのエディ・チーバーが加入、ルノーのF1参戦以来初めて非フランス人ドライバーの起用となった。
プロストは開幕戦のみ、チーバーは第2戦までRE30Cをドライブし、以降は新車RE40が使用された。

## 記録(1983年)
| 年   | No. | ドライバー | 1   | 2   | 3   | 4   | 5   | 6   | 7   | 8   | 9   | 10  | 11  | 12  | 13  | 14  | 15  | ポイント | ランキング |
| 年   | No. | ドライバー | BRA | USW | FRA | SMR | MON | BEL | DET | CAN | GBR | GER | AUT | NED | ITA | EUR | RSA | ポイント | ランキング |
| ---- | --- | ---------- | --- | --- | --- | --- | --- | --- | --- | --- | --- | --- | --- | --- | --- | --- | --- | -------- | ---------- |
| 1983 | 15  | プロスト   | 7   |     |     |     |     |     |     |     |     |     |     |     |     |     |     | 79       | 2位        |
| 1983 | 16  | チーバー   | Ret | 13  |     |     |     |     |     |     |     |     |     |     |     |     |     | 79       | 2位        |

- 太字はポールポジション、斜字はファステストラップ。
- ポイント・ランキングは83年シーズン全体のもの